# الخطبة الفدكية

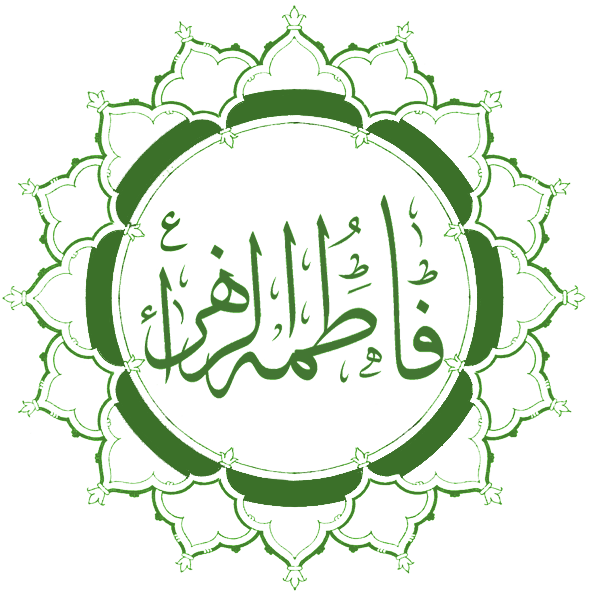
فاطمة الزهراء، أيقونة

الخطبة الفدكية هي خطبة عند الشيعة تقول أن فاطمة الزهراء ألقت خطبةً في المسجد النبوي اعتراضا على حديث رواه أبو بكر أنه سمع رسول الله يقول: «إنا معشر الأنبياء لا نورث ما تركناه صدقة» أخبراها به أبو بكر وعمر بعد أن طالبت بورثها من أرض فدك باعتبارها إرثا وحقا لها.

## نص الخطبة
حسب الرواية الشيعية، روى عبد الله بن الحسن بإسناده عن آبائه: أنه لما أجمع أبو بكر وعمر على منع فاطمة فدكاً، وبلغها ذلك، لاثت خمارها على رأسها، واشتملت بجلبابها، وأقبلت في لمّة من حفدتها ونساء قومها، تطأ ذيولها، ما تخرم مشيتها مشية رسول الله، حتى دخلت على أبي بكر وهو في حشد من المهاجرين والأنصار وغيرهم، فنيطت دونها ملاءة، فجلست، ثم أنّت أنّةً أجهش لها القوم بالبكاء، فارتجّ المجلس، ثم أمهلت هنيئة، حتى إذا سكن نشيج القوم وهدأت فورتهم، افتتحت الكلام بحمد الله والثناء عليه والصلاة على رسول الله، فعاد القوم في بكائهم، فلما أمسكوا عادت في كلامها، فقالت :
| ” | "..أيّها المسلمون، أأغلب على إرثي؟ يابن أبي قحافة، أفي كتاب الله أن ترث أباك ولا أرث أبي؟ لقد جئت شيئاً فريّاً على الله ورسوله، أفعلى عمد تركتم كتاب الله ونبذتموه وراء ظهوركم؟ إذ يقول: {وورث سليمانُ داودَ}، وقال في ما اقتصّ من خبر يحيى بن زكريا(ع) إذ قال: {فهب لي من لدنك ولياً يرثني ويرث من آل يعقوب}، وقال (أيضاً): {وأولو الأرحام بعضهم أولى ببعض في كتاب الله}، وقال: {يوصيكم الله في أولادكم للذكر مثل حظ الأنثيين}، وقال: {إن ترك خيراً الوصيةُ للوالدين والأقربين بالمعروف حقّاً على المتقين}، وزعمتم أن لا حظوة لي ولا إرث من أبي ولا رحم بيننا، أفخصّكم الله بآية (من القرآن) أخرج أبي محمداً(ص) منها؟ أم تقولون : إن أهل ملتين لا يتوارثان؟ أولست أنا وأبي من أهل ملّة واحدة؟ أم أنتم أعلم بخصوص القرآن وعمومه من أبي وابن عمّي؟ فدونكها مخطومة مرحولة تلقاك يوم حشرك، فنعم الحَكَم الله، والزعيم محمد(ص) والموعد القيامة، وعند الساعة يخسر المبطلون، ولا ينفعكم ما قلتم إذ تندمون، ولكل نبأ مستقر، وسوف تعلمون من يأتيه عذاب يخزيه ويحلّ عليه عذاب مقيم". | “ |

## مناسبة الخطبة
على إثر النزاعات التي شهدتها الساحة الإسلاميّة بعد وفاة نبي الإسلام محمد، مثل قضية سقيفة بني ساعدة وغصب فدك من فاطمة الزهراء والهجوم على دارها، وغير ذلك من الأحداث، خرجت فاطمة الزهراء إلى مسجد النبي ووقفت أمام جموع المهاجرين والأنصار وخطبت بهذه الخطبة البليغة.

## سند الخطبة
لقد تناقلت الكتب هذه الخطبة بأسانيد معتبرة ففي كتاب بلاغات النساء لأبي الفضل أحمد بن أبي طاهر المعروف بابن طيفور والسند ضعيف فيه متروكين، ذكر هذه الخطبة حيث وقعت في التسلسل رقم 2 من الكتاب وبعد نقله لكلام عائشة بنت أبي بكر، كما نقلها المجلسي في الجزء الثامن من بحار الأنوار شارحا مفرداتها ومبينا مضامينها وقد نقلها أيضا أعلام من المعتزلة كابن أبي الحديد والنقيب البصري.

## مضمون الخطبة
إن أهم المسائل التي ركزت عليها فاطمة الزهراء في خطبتها هي :
1. أنها حددت موقفها من الأحداث الطارئة والحادثة بعد وفاة النبي، لاسيّما في ما يخص الخط الإسلامي المتمثل بالإمامة، وهذه الإمامة متمثلة بعلي بن أبي طالب.
2. اختصرت في خطبتها ـ التي هي محاضرة إسلامية تثقيفية غنيّة ـ أصول العقيدة بركنيها الأساسيين، وهما التوحيد والنبوة، فقد تحدثت عن صفات الله، ثم تحدثت عن النبي محمد وخصاله ومعاناته في سبيل نشر دين الإسلام، كما وتحدثت عن الإمامة ودورها في انتظام الأمّة.
3. تحدثت بشكل مستفيض عن أسرار التشريعات الإسلامية وحكمها وخصائصها.
4. تكلّمت عن الواقع الذي حدث بعد وفاة الرسول محمد، وتوجهت إلى الأنصار الذين أحاطوا بالنبي ونصروه لتؤجج مشاعرهم وتستنهض هممهم وتستنصرهم.
5. دخلت في قضية إرثها من رسول الله واستحقاقها فدكاً، وناقشت المسألة مناقشة علميّة تفسيرية بكل حجج القرآن ودقائقه وأسراره، ولم تناقشها مناقشة عاطفية، وإنما دخلت في الاحتجاج بالطريقة المميزة كإمرأة عالمة واعية قويّة في الحجج وصلبة في المواقف.

## شروح الخطبة
- شرح خطبة الزهراء عليها السلام وأسبابها، نزيه القميحا.